# محاصره دوبروونیک
محاصره دوبروونیک (کرواتی: Opsada Dubrovnika) یک درگیری نظامی میان ارتش مردمی یوگسلاو و نیروهای کرووات در دفاع از شهر دوبروونیک و اطراف آن در جریان جنگ استقلال کرواسی بود.